# Индометацин
Индометаци́н — лекарственное средство, нестероидный противовоспалительный препарат, производное индолилуксусной кислоты. Оказывает противовоспалительное, обезболивающее и жаропонижающее действие. Его фармакологическое действие, как и у других нестероидных противовоспалительных препаратов, обусловлено ингибированием фермента циклооксигеназы (ЦОГ-1 и ЦОГ-2), ответственного за каталитический синтез простагландинов.

## Применение в лечебной практике
Механизм действия индометацина, наряду с рядом других НПВП, ингибирующих ЦОГ, был описан в 1971 году. Как НПВС индометацин является обезболивающим, противовоспалительным и жаропонижающим лекарственным средством. Клинические показания к индометацину включают:
Заболевания суставов
- ревматоидный артрит[2]
- анкилозирующий спондилоартрит[2]
- остеоартрит[2]
- подагрический артрит[2]
- острый болезненный плечевой бурсит или тендинит[2]

Головные боли
- Тригеминальные вегетативные цефалии[3]
- Пароксизмальные гемикрании[3]
- Хроническая пароксизмальная гемикрания[3]
- Эпизодическая пароксизмальная гемикрания[3]
- Hemicrania continua[3]
- Вызванные Valsalva головные боли[3]
- Первичная головная боль кашля[3]
- Первичная напряжённая головная боль[3]
- Первичная головная боль, связанная с сексуальной активностью (преоргазма и оргазма)[3]
- Первичная головная боль (синдром ударов и толчков)[3]
- Гипнотическая головная боль[3]

Другие
- Открытый артериальный проток[4]

Индометацин также является токолитиком, использовался клинически для отсрочки преждевременных родов, уменьшения амниотической жидкости в полигидрамниозах и закрытия открытого артериального протока.
Индометацин является мощным препаратом со многими серьёзными побочными эффектами и не следует считать анальгетиком для незначительных и значительных болей или лихорадки. Лекарство лучше описывается как противовоспалительное, а не анальгетическое. Индометацин может также влиять на варфарин и впоследствии повышать протромбиновое время.
Обширные доказательства подразумевают воспалительные процессы в патогенезе болезни Альцгеймера. Нестероидные противовоспалительные препараты, такие как индометацин, были предложены для лечения пациентов с болезнью Альцгеймера. Только одно исследование соответствовало критериям включения. В этом выбранном испытании авторы не проводили статистический анализ абсолютного изменения с базового уровня, а на процентное изменение от базового показателя. Принимая во внимание трудности при оценке одного испытания, в настоящее время нет указаний на лечение лёгкой и умеренной болезни Альцгеймера при помощи индометацина.
Индометацин для очень недоношенных или маленьких детей с признаками открытого артериального протока (ОАП), но никаких симптомов не может предотвратить ОАП, но необходимы дополнительные исследования для долгосрочных результатов. Обычным осложнением для очень преждевременных (преждевременных) или очень маленьких детей является ОАП (открытый артериальный проток). ОАП — это открытый канал между лёгкими и сердцем, который должен был закрыться после рождения, и может вызвать опасные для жизни осложнения. Индометацин часто дают всем младенцам, которым угрожает опасность от ОАП, но это может вызвать неблагоприятные последствия. Он также может быть предоставлен только тем младенцам, у которых есть ранние признаки ОАП, но у которых ещё нет симптомов. Обзор исследований показал, что это выборочное использование индометацина может предотвратить ОАП и имеет краткосрочные преимущества, но для долгосрочных результатов требуется больше исследований.
Индометацин является нестероидным противовоспалительным препаратом (NSAID), используемым для лечения послеоперационной боли. Было обнаружено только одно небольшое исследование женщин с постэпиомиотомической болью, когда эффективность препарата (принимаемого внутрь) сравнивалась с плацебо. Выводы об эффективности перорального введения индометацина не могут быть сделаны до тех пор, пока не будут проведены дополнительные исследования.

## Противопоказания
- Совместная пептическая язва или язвы в истории болезни
- Аллергия на индометацин, аспирин или другие НПВП
- Рукс-эн-Y желудочный шунт и желудочный рукав
- Пациенты с полипами носа, реагирующими с ангиодистромой другим НПВП
- Дети в возрасте до 2 лет (за исключением новорождённых с атеросклерозом протоков)
- Ранее существующие тяжёлые повреждения почек и печени

### Принимать с осторожностью
- Ранее существовавшее повреждение костного мозга (указаны частые количества[прояснить] клеток крови)
- Тенденции к кровотечениям неизвестного происхождения (индометацин ингибирует агрегацию тромбоцитов)
- Болезнь Паркинсона, эпилепсия, психотические расстройства (индометацин может ухудшить эти состояния)[10]
- Параллельно с калийсберегающими диуретиками
- Пациенты, у которых есть дефект сердечного клапана, связанного с артериальным протоком (например, перенос больших сосудов)
- Значительная гипертония (высокое кровяное давление)
- Сопутствующее введение солей лития (таких как карбонат лития)

## Побочные эффекты
В целом, побочные эффекты, наблюдаемые с индометацином, сходны со всеми другими НПВП. Например, индометацин ингибирует как циклооксигеназу-1, так и циклооксигеназу-2, которая затем ингибирует продуцирование простагландинов в желудке и кишечнике, ответственных за поддержание слизистой оболочки желудочно-кишечного тракта. Таким образом, индометацин, как и другие неселективные ингибиторы ЦОГ, может вызывать пептические язвы. Эти язвы могут привести к серьёзному кровотечению и / или перфорации, требующим госпитализации пациента.
Чтобы уменьшить вероятность язв в пептической области, индометацин следует назначать при минимальной дозе, необходимой для достижения терапевтического эффекта, обычно от 50 до 200 мг/сут. Его всегда следует принимать с пищей. Почти все пациенты получают лекарство от язвы (например, высокодозированные антациды, ранитидин 150 мг перед сном или омепразол 20 мг перед сном). Другие распространённые жалобы на желудочно-кишечный тракт, включая диспепсию, изжогу и мягкую диарею, менее серьёзны и редко требуют прекращения приёма индометацина.
Многие НПВП, но особенно индометацин, вызывают литиевое удержание путём снижения его экскреции почками. Таким образом, пользователи индометацина имеют повышенный риск токсичности лития. Для пациентов, принимающих литий (например, для лечения депрессии или биполярного расстройства), предпочтительны менее токсичные НПВП, такие как сулиндак или аспирин.
Все НПВП, включая индометацин, также повышают активность ренина в плазме и уровень альдостерона и увеличивают удержание натрия и калия. Также повышается активность вазопрессина. Вместе они могут привести к:
- Отёку (набуханию вследствие задержки жидкости)
- Гиперкалиемии (высокому уровню калия)[11]
- Гипернатриемии (высокому уровню натрия)
- Повышенному кровяному давлению

Возможны также повышенные уровни креатинина в сыворотке и более серьёзные повреждения почек, такие как острая почечная недостаточность, хронический нефрит и нефротический синдром. Эти условия также часто начинаются с отеков и гиперкалиемии.
Парадоксально, но необычно, индометацин может вызвать головную боль (от 10 до 20 %), иногда с головокружением, потерей слуха (он ототоксичен), тиннитусос, психоз, помутнением зрения (с повреждением сетчатки или без неё). Имеются необоснованные сообщения об ухудшении болезни Паркинсона, эпилепсии и психических расстройств. Сообщалось о случаях опасного для жизни шока (в том числе ангиодистрофия, потоотделение, тяжёлая гипертензия и тахикардия, а также острый бронхоспазм), тяжёлый или летальный гепатит и тяжёлое повреждение костного мозга. Кожные реакции и фоточувствительность также являются возможными побочными эффектами.
Частота и тяжесть побочных эффектов и наличие более переносимых альтернатив делают индометацин сегодня препаратом второго выбора. Его использование при острых приступах подагры и при дисменорее хорошо установлено, потому что по этим показаниям продолжительность лечения ограничена лишь несколькими днями, поэтому серьёзных побочных эффектов вряд ли произойдёт.
Люди должны проходить регулярное физическое обследование для выявления отеков и признаков центрально-нервных побочных эффектов. Проверка кровяного давления покажет развитие гипертонии. Необходимо проводить периодические измерения электролитов (натрия, калия, хлорида), полный анализ клеток крови и оценку ферментов печени, а также креатинина (почечная функция). Это особенно важно, если индометацин вводится вместе с ингибитором АПФ или с калийсберегающими диуретиками, поскольку эти комбинации могут приводить к гиперкалиемии и/или серьёзной почечной недостаточности. Никакие обследования не нужны, если применяются только актуальные препараты (спрей или гель).
Редкие случаи показали, что использование этого лекарства беременными женщинами может влиять на сердце плода, что может привести к гибели плода при преждевременном закрытии артериального протока. Простагландины также вызывают сокращения матки у беременных женщин.

## Передозировка
Симптомы: тошнота, рвота, сильная головная боль, головокружение, нарушение памяти, дезориентация; в тяжелых случаях — парестезия, онемение конечностей и судороги.
Лечение: симптоматическая терапия. Гемодиализ неэффективен.

## Токсичность
Индометацин обладает высокой и острой токсичностью как для животных (у крыс, 12 мг / кг), так и для людей. Точных человеческих данных не существует, но некоторые смертельные случаи у людей, особенно у детей и подростков, были замечены.
Как правило, передозировка у людей вызывает сонливость, головокружение, сильную головную боль, психическое замешательство, парестезию, онемение конечностей, тошноту и рвоту. Также возможно сильное желудочно-кишечное кровотечение. Остеохондроз и остановка сердца с летальным исходом наблюдались у детей.
Лечение симптоматично и в значительной степени такое же, как у диклофенака. Тем не менее, следует особо отметить возможность серьёзных симптомов желудочно-кишечного тракта.
Риск передозировки после преувеличенной местной терапии гелем или спреем очень ограничен.

## Фармакология
Фармакологическое действие: противовоспалительное, жаропонижающее, анальгезирующее. Ингибирует циклооксигеназу (ЦОГ-1 и ЦОГ-2), снижает синтез простагландинов (Pg), обусловливающих в очаге воспаления развитие боли, повышение температуры и увеличение тканевой проницаемости. Оказывает антиагрегантное действие.
Вызывает ослабление или исчезновение болевого синдрома ревматического и неревматического характера (в том числе при болях в суставах в покое и при движении, уменьшает утреннюю скованность и припухлость суставов, способствует увеличению объёма движений; при воспалительных процессах, возникающих после операций и травм, быстро облегчает как спонтанную боль, так и боль при движении, уменьшает воспалительный отек на месте раны).
После приёма внутрь однократной дозы 25 или 50 мг быстро абсорбируется, Tmax — около 2 ч; при ректальном использовании скорость абсорбции выше. При приёме внутрь биодоступность составляет 90—98 %, при ректальном применении несколько меньше — 80—90 %, что, вероятно, обусловлено недостаточным для обеспечения полной абсорбции временем удержания суппозитория (менее 1 ч). Связывание с белками плазмы — 90—98 %. T1/2 — 4—9 ч. При ежедневном приёме 25 или 50 мг индометацина трижды в день равновесная концентрация в среднем в 1,4 раза превышает концентрацию после однократной дозы. Биотрансформируется в основном в печени. В плазме крови находится в виде неизменённого вещества и дезметил-, дезбензоил- и дезметил-дезбензоилметаболитов, присутствующих в неконъюгированной форме. Экскретируется преимущественно почками — 70 % (30 % — в неизменённом виде) и желудочно-кишечным трактом — 30 %. Проходит через гемато-энцефалический барьер, плаценту, проникает в грудное молоко. Не удаляется при гемодиализе.
При инстилляции глазных капель проникает в переднюю камеру глаза. После однократной инстилляции определяется во влаге передней камеры в течение нескольких часов.
Свечи с индометацином назначают при простатите для облегчения симптомов. Основные лечебные свойства индометацина при простатите являются:
- обезболивающий эффект
- противомикробное действие
- уменьшение синтеза простагландинов
- уменьшение габаритов воспалённой простаты

Лекарство выписывается докторами обычно в случае хронического простатита как вспомогательное средство. Применять свечи можно не более 2 раз в сутки. Обычно врачи рекомендуют больным устанавливать их ранним утром и вечером, перед отходом ко сну. Длительность курса терапии таким способом может составить 25—30 суток.